# Супутник (хокейний клуб)
Хокейний клуб «Супутник» — хокейний клуб з м. Нижнього Тагілу, Росія. Заснований у 1948 році. Попередні назви — «Дзержинець», «Авангард». Виступає у чемпіонаті Вищої хокейної ліги. 
Володар Кубка РРФСР (1971). 
Домашні ігри команда проводить у Палаці льодового спорту ім. В.К.Сотнікова (4200). Кольори клубу: червоний, білий і чорний.

## Історія
Хокейна команда «Супутник» була заснована в грудні 1948 року головою спортивного товариства «Дзержинець» А. Масалітіним. До її складу увійшли представники російського хокею.
Команда, в різні роки мала назви «Дзержинець», «Авангард», представляє ФГУП «ПО Уралвагонзавод». Перейменована в «Супутник» в грудні 1961 року.
До січня 1987 року «Супутник» грав на льоду заводського стадіону, зараз — у Палаці льодового спорту з трибунами на 4200 посадкових місць.
У сезоні 1948—49 років «Дзержинець» дебютував у другій групі першості СРСР.
Перша гра відбулася 7 січня 1949 року в Горькому з «Торпедо», де «Дзержинець» поступився з великим рахунком — 1:9. Першу шайбу за тагільський клуб закинув Є. Килина. Перший склад: І. Шарипов (капітан), Н. Канаєв, Є. Килина, О. Чугунов, Є. Успенський, Я. Оболенцев, Л. Савінов, А. Солопай, В. Александров, Л. Корнілов, Л. Вяткін, В. Толкачов. Перший тренер: В. В. Янушевський (Москва).
Перший домашній матч пройшов 6 лютого 1949 року. Команда приймала «Спартак» з Воронежа — 3:5.
У чемпіонаті СРСР команда провела 29 сезонів: 1948—49 роки, 1964—65 по 1990—91 роки. З них сім сезонів у першій лізі.
Найкращі показники у чемпіонатах СРСР
- 1948—49 — 4 місце в зоні при п'яти командах,
- 1965—66 — 6 місце в підгрупі першої ліги,
- 1966—67 і 1970—71 — 11 місце в першій лізі.

21 сезон «Супутник» грав у другій лізі чемпіонату СРСР. У сезонах 1969—70 і 1974—75 років став переможцем у східній зоні і віце-чемпіоном РРФСР.
У чемпіонатах РРФСР команда провела 8 сезонів: 1951—52, 1952—53, 1957—58 і 1959—60 по 1963—64 роки.
Найкращий показник у чемпіонаті РСФСР
- Перемога в зональному турнірі та 5 місце - у фінальному, що проходив в Нжньому Тагілі з 22 лютого по 8 березня 1964 року.

16 сезонів (з 1992—93 по 2008—09) «Супутник» грає в чемпіонатах Росії. З них в сезоні 1996—97 — У першій лізі в регіоні «Урал — Західний Сибір» (I місце), в інших - у вищій лізі дивізіону «Схід».
Найкращі показники у чемпіонатах Росії
- 6 місце серед 15 команд у сезоні 2001—02,
- 4 місце з 14 команд, участь у перехідному турнірі за вихід у суперлігу — 2002—03, а в підсумку — 26 місце в Росії.
- III місце серед 13 команд у східному дивізіоні в сезоні 2005—06 років.

Сезон 2003—04 ррків «Супутник» закінчив четвертим в дивізіоні «Схід» і виступав у фіналі вищої ліги, де розігрувалися дві путівки в суперлігу. Тагільська команда посіла 22 місце в Росії.

## Досягнення
- Володар Кубка РРФСР (1971).